# Rinconbus
Rinconbus es el nombre bajo el que opera el servicio de autobús urbano en el municipio de Rincón de la Victoria (provincia de Málaga, España). Se trata de un servicio adjudicado por convenio con el ayuntamiento, según el cual se establece una tarifa de 1,10 euros de billete único y es gratuito para jubilados, pensionistas y usuarios de las Escuelas de Adultos y Deportivas municipales.  Mediante el bono de 10 o más viajes el billete sale a 80 céntimos por viaje.
El servicio está compuesto por cuatro líneas.

## Líneas
| Línea | Trayecto                                            | Primer autobús | Último autobús |
| ----- | --------------------------------------------------- | -------------- | -------------- |
| L1    | Benagalbón - Centro Comercial Rincón de la Victoria |                |                |
| L2    | C.C. Rincón de la Victoria - Cortijo Blanco         |                |                |
| L3    | C.C. Rincón de la Victoria - Cortijo Blanco         |                |                |
| L4    | Rincón de la Victoria - Cueva del Tesoro            |                |                |